# Воронежский фронт
Воронежский фронт — оперативно-стратегическое формирование (объединение) Красной армии (РККА) Вооружённых сил СССР в годы Великой Отечественной войны.
Фронт, образованный 7 июля 1942 года из части войск и сил Брянского фронта, оборонявших район Воронежа.
Принимал непосредственное участие в Курской битве, войска фронта сражались с немецко-фашистскими захватчиками на южном фасе Курской дуги и освободили такие города, как Белгород и Харьков в августе 1943 года.
20 октября 1943 года Воронежский Фронт был преобразован в 1-й Украинский фронт.

## Проведённые операции
- Воронежско-Ворошиловградская стратегическая оборонительная операция
  - Касторненская оборонительная операция (28 июня — 24 июля 1942) силами Брянского и правого крыла Юго-Западного фронтов (с июля — Воронежский фронт) на Воронежском и Касторненском направлениях
  - Валуйско-Россошанская оборонительная операция (28 июня — 24 июля 1942) силами левого крыла Юго-Западного фронта на Россошанском и Миллеровском направлениях[1].
  - Ворошиловградско-Шахтинская оборонительная операция (7 — 24 июля 1942) силами Южного фронта на Ростовском направлении[2].
- Сталинградская стратегическая наступательная операция
  - Среднедонская наступательная операция «Малый Сатурн» (16.12.1942 — 30.12.1942)
- Воронежско-Харьковская стратегическая наступательная операция
  - Острогожско-Россошанская наступательная операция (13.01.1943 — 27.01.1943)
  - Воронежско-Касторненская наступательная операция (24.01.1943 — 17.02.1943)
  - Харьковская наступательная операция (Операция «Звезда») (02.02.1943 — 03.03.1943)
- Харьковская оборонительная операция (19.02.1943 — 19.03.1943)
- Курская битва:
  - Курская стратегическая оборонительная операция:
    - Оборонительная операция на Орловско-Курском направлении (05.07.1943 — 11.07.1943)
    - Оборонительная операция на Белгородско-Курском направлении (05.07.1943 — 15.07.1943)

  - Белгородско-Харьковская стратегическая наступательная операция «Румянцев»:
    - Белгородско-Богодуховская наступательная операция (03.08.1943 — 23.08.1943)
    - Белгородско-Харьковская наступательная операция (03.08.1943 — 23.08.1943)
- Битва за Днепр:
  - Черниговско-Полтавская стратегическая наступательная операция
    - Черниговско-Припятская наступательная операция (26.08.1943 −30.09.1943)
    - Сумско-Прилукская наступательная операция (26.08.1943 −30.09.1943)
    - Полтавско-Кременчугская наступательная операция (26.08.1943 −30.09.1943)

## Состав фронта
Первоначально в состав фронта входили:
- управление;
- 40-я армия
- 60-я (3-я резервная) армия,
- 6-я (6-я резервная) армия,
- 2-я воздушная армия,
- 4-й танковый корпус,
- 17-й танковый корпус,
- 18-й танковый корпус,
- 24-й танковый корпус;

в дальнейшем:
- 13-я армия,
- 21-я армия,
- 27-я армия,
- 38-я армия,
- 47-я армия,
- 52-я армия,
- 64-я армия,
- 69-я армия,
- 4-я гвардейская армия,
- 5-я гвардейская армия,
- 6-я гвардейская армия,
- 7-я гвардейская армия,
- 1-я танковая армия,
- 3-я танковая армия, (с 12 марта 1943 года)
- 3-я гвардейская танковая армия,
- 5-я гвардейская танковая армия и
- отдельные соединения и части усиления.

## Действия фронта
Лето 1942
Был создан 7 июля 1942 года в ходе боёв за Воронежа для противодействия наступлению вермахта в направлении на Сталинград и Кавказ. Продвижение противника на юг остановить не удалось: 22 июля немцы заняли Ростов-на-Дону и двинулись на Кавказ. На сталинградском направлении, после упорных боёв в Большой излучине Дона противник вышел к Калачу-на-Дону и форсировал Дон. 23 августа 16-я танковая дивизия вермахта стремительным броском вышла к Волге у северной окраины Сталинграда.
1943

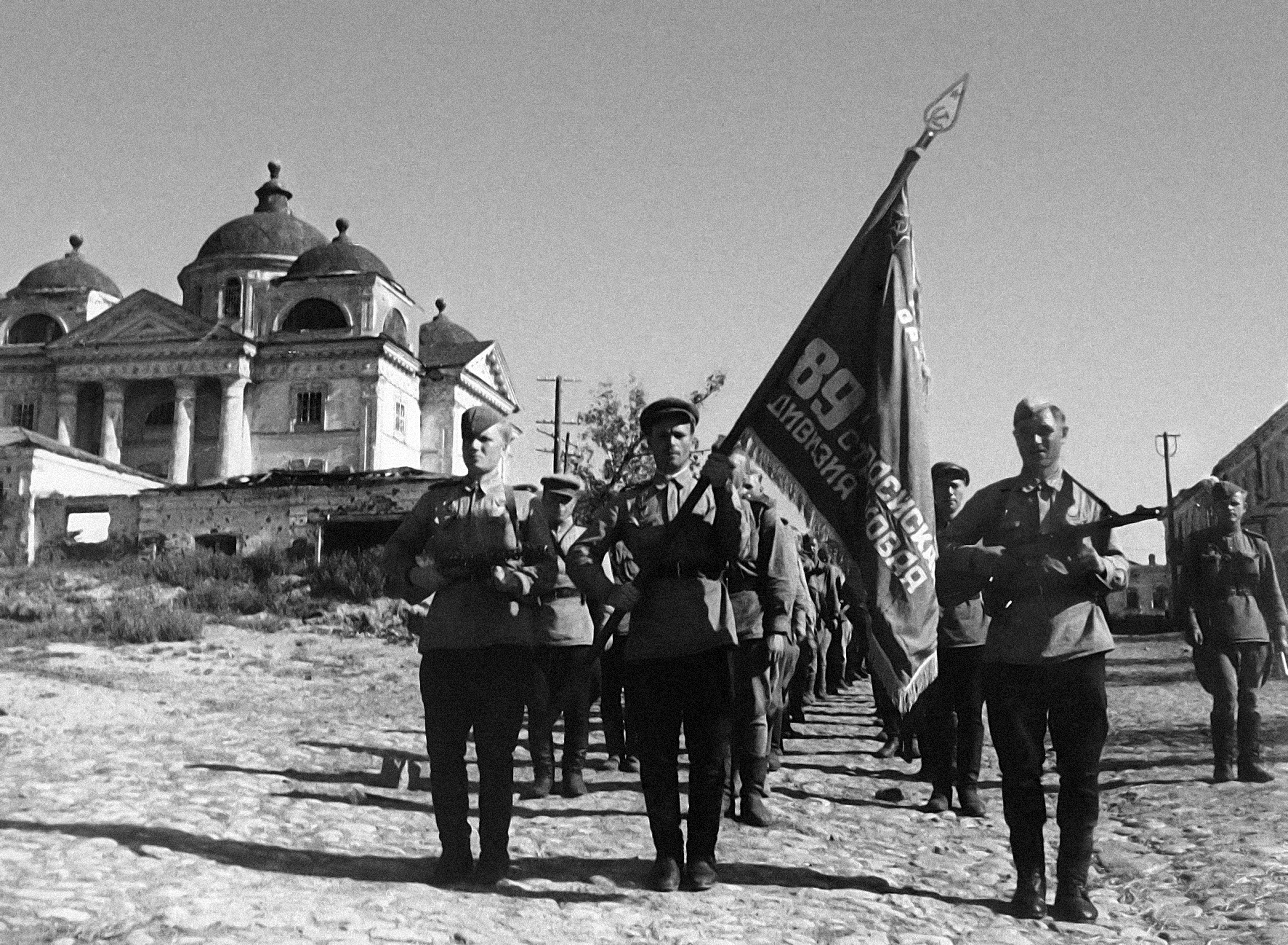
Части 89-й гвардейской стрелковой дивизии, входившей в состав Воронежского фронта, в освобождённом Белгороде

В период контрнаступления под Сталинградом войска фронта совместно с войсками Юго-Западного фронта во второй половине декабря в ходе Среднедонской операции разгромили 8-ю итальянскую армию.
В январе 1943 года Воронежский фронт успешно осуществил Острогожско-Россошанскую операцию, в январе — феврале совместно с Брянским фронтом — Воронежско-Касторненскую операцию, в феврале — марте — Харьковскую наступательную операцию (см. также Харьковскую наступательную операцию 2.02.-3.03.1943 года), в ходе которой освободил Курск, Харьков, Льгов. 16 марта (по другим данным 14 марта) войска фронта оставили Харьков (Харьковская оборонительная операция) и, отойдя на рубеж восточнее города Сумы, севернее Белгорода, по реке Северский Донец до Чугуева, остановили немецко-фашистские войска.
Во время Курской битвы Воронежский фронт совместно со Степным фронтом разгромил врага в ходе Белгородско-Харьковской операции. В сентябре — октябре войска фронта, участвуя в Битве за Днепр, провели Сумско-Прилукскую операцию, форсировали Днепр севернее и южнее Киева, захватили важные оперативные плацдармы на его правом берегу, создав условия для освобождения Киева и последующих действий на Правобережной Украине. 20 октября Воронежский фронт был переименован в 1-й Украинский фронт. Под этим наименованием фронт завершил участие в Великой Отечественной войне взятием Берлина и освобождением Праги.

## Командование

### Командующие
- Генерал-лейтенант, с 19 января 1943 — генерал-полковник Голиков Филипп Иванович (7-14 июля 1942, 22 октября 1942 — 28 марта 1943);
- Генерал-лейтенант, с 7 декабря 1942 — генерал-полковник, с 13 февраля 1943 — генерал армии Ватутин Николай Фёдорович (14 июля — 22 октября 1942, 28 марта — 20 октября 1943).

### Члены Военного совета
- Корпусный комиссар Сусайков Иван Захарович (7 июля — 27 сентября 1942);
- Бригадный комиссар, с 6 декабря 1942 — генерал-майор интендантской службы Кузнецов Михаил Георгиевич (30 июля 1942 — 11 мая 1943);
- Корпусный комиссар Мехлис Лев Захарович (28 сентября — 7 октября 1942);
- Армейский комиссар 2-го ранга, с 6 декабря 1942 — генерал-лейтенант Кузнецов Фёдор Федотович (7 октября 1942 — 2 марта 1943);
- Генерал-лейтенант Хрущёв Никита Сергеевич (3 марта — 10 октября 1943);
- Генерал-лейтенант Корниец Леонид Романович (11 мая — 15 сентября 1943);
- Генерал-майор Кальченко Никифор Тимофеевич (15 сентября — 20 октября 1943);
- Генерал-майор Крайнюков Константин Васильевич (10 — 20 октября 1943).

### Начальник политического управления
- Бригадный комиссар, с 6 декабря 1942 — генерал-майор Шатилов Сергей Савельевич (11 ноября 1942 — 20 октября 1943).

### Начальники штаба
- Генерал-майор Шевченко Фёдор Иванович (7-20 июля 1942);
- Генерал-майор, с 19 января 1943 — генерал-лейтенант Казаков Михаил Ильич (20 июля 1942 — 2 февраля 1943);
- Генерал-майор Пилипенко Антон Петрович (2 февраля — 23 марта 1943);
- Генерал-майор Корженевич Феодосий Константинович (23 марта — 30 мая 1943);
- Генерал-лейтенант Иванов Семён Павлович (31 мая — 20 октября 1943).

### Командующие БТ и МВ
- Генерал-майор танковых войск Яркин Иван Осипович (7 июля — 10 декабря 1942);
- Генерал-майор танковых войск Радкевич Николай Николаевич (10 декабря 1942 — 7 июня 1943);
- Генерал-лейтенант танковых войск Штевнёв Андрей Дмитриевич (7 июня — 20 октября 1943).

### Командующий артиллерией фронта
- Генерал-майор артиллерии Варенцов Сергей Сергеевич (октябрь 1942 — 20 октября 1943)[3].